# Rostás Árpád
Rostás Árpád (Kaposvár, 1962–) Magyar Örökség díjas cigány restaurátor, műbútorasztalos.

## Pályafutása
Nevelőotthonban nőtt fel. Fiatalkorában aktívan sportolt, ifjúsági válogatott ökölvívó volt. Asztalosszakmát tanult, szakmunkás végzettséget szerzett. Szakmai érdeklődése a régi bútorok felújítása felé fordult, magasabb fokú végzettséget nem szerzett.
1996 és 2004 között Nyugat-Európában (Franciaországban és Németországban) dolgozott. Pályafutása során dolgozott már a Versailles-i kastély, a Louvre, az Országház, a Magyar Tudományos Akadémia, a Dohány utcai zsinagóga faburkolatainak, bútorainak felújításában.

## Díjai
- Magyar Örökség Díj (2011)
- Gránit Oroszlán Példakép díj – Mester kategória (2017)[4]